# Abbazia di Kornelimünster
L'abbazia di Kornelimünster (Kloster Kornelimünster) fu un monastero benedettino situato nel villaggio di Kornelimünster, dal 1972 inglobato nella città di Aquisgrana, nella Renania Settentrionale-Vestfalia, in Germania.

## Storia

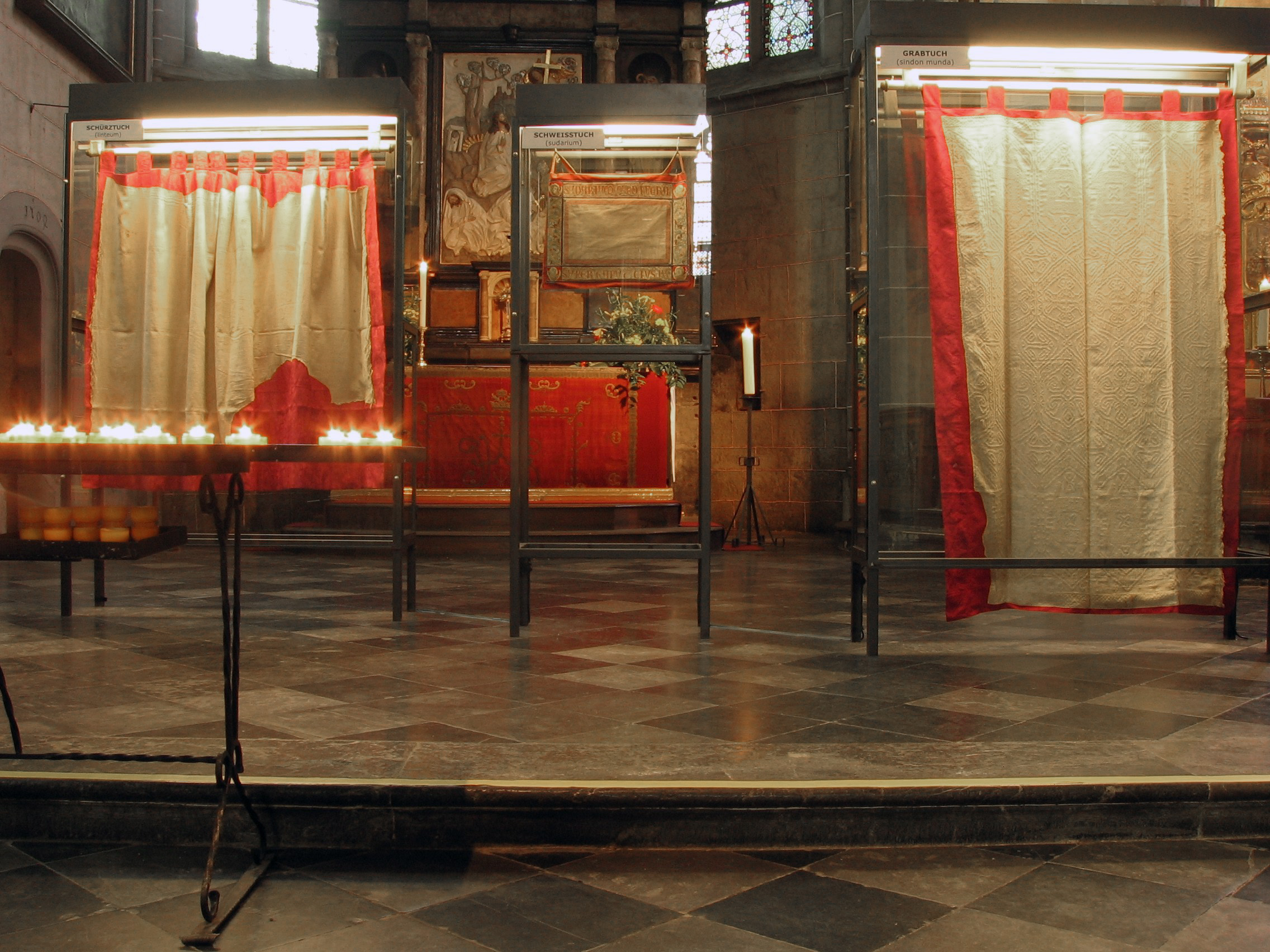
Le reliquie dell'abbazia

Il monastero venne fondato nell'814 da Benedetto d'Aniane, consigliere dell'imperatore Ludovico il Pio, successore di Carlo Magno, sul piccolo fiume Inde. Il monastero venne conosciuto dapprima col nome di "monastero del Redentore sull'Inde".
Dalla metà del IX secolo il monastero divenne abbazia imperiale e sede di una serie di evangeliche e ricercate reliquie quali la tunica di Gesù Cristo e il sudario della Veronica.
Nell'875 metà delle reliquie vennero cedute alla Santa Sede in cambio della testa di san Cornelio papa (martire nel 253), atto dal quale l'abbazia prese il nome latino di Sancti Cornelii ad Indam, e poi Kornelimünster.
Nel 1500 ottenne il titolo principesco per i suoi abati reggenti ed un seggio nel Reichstag, oltre ad avere il privilegio (dopo gli arcivescovi di Colonia), di incoronare gli imperatori del Sacro Romano Impero.
Nel 1802 il territorio dell'abbazia, venne compreso negli atti della mediatizzazione e passò alla Francia repubblicana. La chiesa abbaziale divenne parrocchiale e le restanti strutture divennero proprietà statale. Nel 1815, Kornelimünster divenne parte del Regno di Prussia e venne compresa nel distretto (Landkreis) di Aquisgrana.
Il monastero venne rifondato dai benedettini nel 1906 e tutt'oggi continua ad operare dopo questa seconda fondazione.

## Abati di Kornelimünster
| - Benedetto d'Aniane 815–821 - Wikard 821–842 - Adelang 843–851 - Syfort - Odelin - Rodoard?–881 - Revelong 881–887 - Egilhard um 892 - Adagrin um 914 - Erich ?–920 - Erenbald 920–931 - Balderich 931–938 - Berthold I. 938-948 - Nikard?–978 - Heinrich I. 978–988 - Lantfried 988-997 - Libertus - Winrich I. 1064–? - Richard - Gerhard - Dietrich - Rudolf | - Anno 1135–1155 - Werner - Florenz I. 1212–1215 - Florenz II. 1220–1247 - Albert I. um 1248 - Wilhelm I. 1257–1258 - Siger ?–1263 - Johann I. 1263–1271 - Reinhold 1278–1309 - Arnold I. von Molenark um 1310 - Reimar 1319–1321 - Arnold II. 1324–1333 - Richald 1340–1355 - Johann II von Löwendael 1355–1380 - Winrich II von Kintsweiler 1380–1392 - Bawin Barm von Metzenhausen 1392–1400 - Peter von Roden 1400–1407 - Winand von Rohr 1407–1434 | - Heinrich II von Gertzen 1434–1450 - Heribert von Lülsdorf 1450–1481 - Wilhelm II von Ghoer 1481–1491 - Heinrich III von Binsfeldt 1491–1531 - Jan III Polonius von Wachtendonck 1531–1534 - Rutger von Amstel 1534–1548 - Albert II von Wachtendonck 1548–1573 - Nikolas von Vorsheim 1573–1582 - Johann IV von Hammerstein 1582 - Johann Heinrich von Gertzen 1582–1620 - Hermann von Eynatten 1620–1645 - Franz Heinrich von Fraimerstorff 1645–1652 - Isaak von Hirsch 1652–1675 - Johann Balderich von Durffendael 1675 - Jan Theodor de Hoens van Cartyelz 1675–1686 - Bertrand Goswin von Gevertzhagen 1686–1699 - Rutger Stefan von Neuhoff-Ley 1699–1713 - Hyacinth Alphonse de Sluys 1713–1744 - Karl Ludwig von Sickingen-Ebernburg 1745–1764 - Matthias Ludwig von Plettenberg-Engsfeld 1764–1803 |